# André Fernez
André Fernez is het pseudoniem van Désiré Fernez (Zoeterwoude, 24 december 1917 - Namen, 24 april 1990), een Franstalige Belgische schrijver die vooral bekend werd met zijn spionageromans rond "meesterspion" Nick Jordan.

## Biografie
Fernez studeerde aan de Katholieke Universiteit Leuven, waar hij in 1942 de graad van doctor in de rechten verkreeg. Hij werkte daarna enkele aantal jaren bij de Belgische overheid. Van 1947 tot 1959 was hij hoofdredacteur van het stripblad Tintin (Kuifje). In 1959 verscheen het eerste verhaal rond meesterspion Nick Jordan. Deze verhalen, bedoeld voor jeugdige lezers werden uitgegeven in de pocketboekreeksen Marabout Junior en Pocket Marabout van de uitgeverij Marabout uit Verviers. Ze verschenen ook in het Nederlands bij A.W. Bruna & Zoon als Maraboe pockets. Na vier jaar waren er al twintig avonturen verschenen en bereikte de serie het miljoen verkochte exemplaren. De eenenveertigste en laatste Nick Jordan, Négatif P-224 verscheen in 1968.
Fernez schreef ook de Jimmy Stone-reeks, die in feuilletonvorm verscheen in Tintin in 1959-65, evenals scenario's voor stripverhalen en televisiedrama's, zoals voor Feu Lord Glendale (1963, in samenwerking met René Goscinny).

## Nick Jordan-reeks
In de Nick Jordan-reeks verschenen de volgende delen:
- Cerveaux à vendre, Marabout Junior no 148, 1959
- Nick Jordan voit rouge, Marabout Junior no 159, 1959
- Virus H 84, Marabout Junior no 164, 1960
- Nick Jordan sur le gril, Marabout Junior no 173, 1960
- Plein feux sur Nick Jordan, Marabout Junior no 179, 1960
- Nick Jordan prend la mouche, Marabout Junior no 188, 1961
- Mais Nick Jordan troubla la fête, Marabout Junior no 199, 1961
- Pas de visa pour Nick Jordan, Marabout Junior no 208, 1961
- Envoyez Nick Jordan, Marabout Junior no 212, 1961
- Nick Jordan se casse la tête, Marabout Junior no 216, 1962
- Nick Jordan rit jaune, Marabout Junior no 220, 1962
- Jour de deuil pour Nick Jordan, Marabout Junior no 224, 1962
- Sans nouvelles de Nick Jordan, Marabout Junior no 228, 1962
- L'heure H de Nick Jordan, Marabout Junior no 232, 1962
- La mer à boire pour Nick Jordan, Marabout Junior no 236, 1962
- Nick Jordan hurle avec les loups, Marabout Junior no 240, 1963
- Nick Jordan contre GX 17, Marabout Junior no 244, 1963
- Carte blanche pour Nick Jordan, Marabout Junior no 248, 1963
- Nick Jordan au pied du mur, Marabout Junior no 252, 1963
- Signé Nick Jordan, Marabout Junior no 256, 1963
- Nick Jordan jette du lest, Marabout Junior no 260, 1963
- Nick Jordan incognito, Marabout Junior no 264, 1963
- La longue nuit de Nick Jordan, Marabout Junior no 268, 1964
- Nick Jordan contre Aramis, Marabout Junior no 276, 1964
- S.O.S. à Nick Jordan, Marabout Junior no 280, 1964
- Nick Jordan met le feux aux poudres, Marabout Junior no 284, 1964
- Bien le bonjour de Nick Jordan, Marabout Junior no 288, 1964
- La bête noire de Nick Jordan, Marabout Junior no 292, 1964
- Nick Jordan relève le défi, Marabout Junior no 296, 1965
- A la santé de Nick Jordan, Marabout Junior no 300, 1965
- Nick Jordan mène la danse, Marabout Junior no 304, 1965
- Nick Jordan tourne casaque, Marabout Junior no 312, 1965
- Nick Jordan perd le Nord, Marabout Junior no 332, 1966
- Nick Jordan aux enfers, Marabout Junior no 337, 1966
- Nick Jordan mène le deuil, Marabout Junior no 350, 1967
- La sarabande des hyènes, Pocket Marabout no 5, 1967
- Lâchez les chiens, Pocket Marabout no 12, 1967
- Le coup du chacal, Pocket Marabout no 23, 1967
- Corde raide, Pocket Marabout no 29, 1967
- La faute du mort, Pocket Marabout no 38, 1967
- Négatif P-224, Pocket Marabout no 44, 1968